# Edgar G. Ulmer
Edgar Georg Ulmer (17. září 1904, Nová Ulice – 30. září 1972, Woodland Hills, Los Angeles) byl americký filmový režisér, scenárista a filmový producent.
Narodil se v bývalém rakousko-uherském městě Nová Ulice, nynější součásti Olomouce, v domě č. p. 213. Jeho nejznámějšími díly jsou horor Černá kočka (The Black Cat) z roku 1934 a film noir Objížďka (Detour) z roku 1945. Tyto stylové a excentrické filmy si získaly kultovní status, zatímco další jeho filmy zůstaly poměrně neznámé.

## Filmografie
- 1930 – Lidé v neděli (Menschen am Sonntag) – dokumentární
- 1933 – Damaged Lives
- 1933 – Mr. Broadway
- 1934 – Černá kočka (The Black Cat) – horor
- 1934 – Thunder Over Texas
- 1935 – From Nine to Nine
- 1937 – Green Fields
- 1937 – La Vida Bohemia
- 1937 – Natalka Poltavka
- 1938 – The Singing Blacksmith
- 1939 – Cossacks in exile
- 1939 – Let my People Live
- 1939 – Moon over Harlem
- 1939 – The Light ahead
- 1940 – Americaner shadchen
- 1940 – Cloud in the sky
- 1940 – Goodbye, Mr. Germ
- 1941 – Another to conquer
- 1942 – Prisoner of Japan
- 1942 – Tomorrow we live
- 1943 – Girls in chains
- 1943 – Isle of forgotten sins
- 1943 – Jive junction
- 1943 – My son, the hero
- 1944 – Bluebeard
- 1945 – Club Havana
- 1945 – Objížďka (Detour) – film noir
- 1945 – Strange illusion
- 1946 – Her sister's secret
- 1946 – The Strange woman
- 1946 – The Wife of Monte Cristo
- 1947 – Carnegie Hall
- 1948 – Ruthless
- 1949 – I pirati di Capri
- 1951 – St. Benny the dip
- 1951 – The Man from planet X
- 1952 – Babes in Bagdad
- 1954 – L'amante di Paride
- 1955 – Murder is my beat
- 1955 – The Naked dawn
- 1957 – Daughter of Dr. Jekyll
- 1958 – The Naked venus
- 1959 – The Perjurer
- 1960 – Annibale
- 1960 – Beyond the time barrier
- 1960 – The Amazing transparent man
- 1961 – L'Atlantide
- 1964 – Sette contro la morte